# Cameron Bell
Cameron Bell (Dumfries, 18 september 1986) is een Schots voetballer die onder contract staat bij Rangers FC.

## Statistieken
| Seizoen         | Club                 | Competitie      | Premiership | Premiership | Scottish Cup | Scottish Cup | League Cup | League Cup | Challenge Cup | Challenge Cup | Europa | Europa | Totaal | Totaal |
| Seizoen         | Club                 | Competitie      | Wed.        | Dlp.        | Wed.         | Dlp.         | Wed.       | Dlp.       | Wed.          | Dlp.          | Wed.   | Dlp.   | Wed.   | Dlp.   |
| --------------- | -------------------- | --------------- | ----------- | ----------- | ------------ | ------------ | ---------- | ---------- | ------------- | ------------- | ------ | ------ | ------ | ------ |
| 2007-2008       | → Montrose FC        | Third Division  | 4           | 0           | 0            | 0            | 0          | 0          | 0             | 0             | 0      | 0      | 4      | 0      |
| 2008-2009       | Kilmarnock FC        | Premiership     | 1           | 0           | 0            | 0            | 0          | 0          | 0             | 0             | 0      | 0      | 1      | 0      |
| 2008-2009       | → Queen of the South | First Division  | 15          | 0           | 0            | 0            | 1          | 0          | 0             | 0             | 1      | 0      | 17     | 0      |
| 2009-2010       | Kilmarnock FC        | Premiership     | 21          | 0           | 3            | 0            | 0          | 0          | 0             | 0             | 0      | 0      | 24     | 0      |
| 2010-2011       | Kilmarnock FC        | Premiership     | 31          | 0           | 1            | 0            | 3          | 0          | 0             | 0             | 0      | 0      | 35     | 0      |
| 2011-2012       | Kilmarnock FC        | Premiership     | 32          | 0           | 0            | 0            | 3          | 0          | 3             | 0             | 0      | 0      | 38     | 0      |
| 2012-2013       | Kilmarnock FC        | Premiership     | 30          | 0           | 3            | 0            | 0          | 0          | 0             | 0             | 0      | 0      | 33     | 0      |
| 2013-2014       | Rangers FC           | League One      | 31          | 0           | 5            | 0            | 2          | 0          | 0             | 0             | 0      | 0      | 38     | 0      |
| 2014-2015       | Rangers FC           | Championship    | 17          | 0           | 0            | 0            | 0          | 0          | 1             | 0             | 0      | 0      | 18     | 0      |
| 2015-2016       | Rangers FC           | Championship    | 0           | 0           | 0            | 0            | 0          | 0          | 0             | 0             | 0      | 0      | 0      | 0      |
| Carrière totaal | Carrière totaal      | Carrière totaal | 182         | 0           | 12           | 0            | 9          | 0          | 4             | 0             | 1      | 0      | 208    | 0      |